# Топчинка
Топчинка — річка в Україні, у Корецькому районі Рівненської області. Ліва притока Клецьки (басейн Дніпра).

## Опис
Довжина річки приблизно 12 км. 
Притоки: Мала Рудка (ліва).

## Розташування
Бере початок на північному заході від Козаків. Тече переважно на північний захід через Топчу і в Малій Клецьки впадає у річку Клецьку, праву притоку річки Стави.